# 久之浜町金ケ沢
久之浜町金ケ沢（ひさのはままち かねがさわ）は、福島県いわき市の大字である。郵便番号は979-0332。

## 地理
いわき市北東部の久之浜地区に属する。東側で太平洋に面し、南で久之浜町久之浜、久之浜町西、西で大久町大久、北で久之浜町末続とそれぞれ隣接する。概ね町村制施行以前の楢葉郡金ケ沢村の流れを汲む地域である。普通河川藪川水系流域を主な範囲とする。多くを山林が占め、藪川沿いの沿岸部の平地に集落が位置していたが、2011年3月11日に発生した東日本大震災に伴う津波により壊滅的な被害を受け、当地は防災集団移転促進事業が行われ、多くの住民が南西隣の大久町大久へ移転することとなった。内郷御厩町に所在するいわき中央警察署及び四倉町に所在する平消防署四倉分署がそれぞれ管轄にあたる。

### 主な字
字
- 江添
- 藪下
- 鹿野
- 明不作
- 南磯脇

### 河川
- 藪川
  - 坂下川

## 歴史
- 1879年1月27日 - 幕府領金ケ沢村が福島県内における郡区町村制の施行により楢葉郡の村となる[4]。
- 1889年4月1日 - 町村制の施行により金ケ沢村が久之浜村、田之網村、末続村と合併し楢葉郡久之浜村が発足する。旧金ケ沢村域は久之浜村の大字となる。[4]。
- 1896年4月1日 - 郡の廃置分合により楢葉郡が、標葉郡と合併し、新たに双葉郡が発足し、双葉郡久之浜村となる[4]。
- 1902年6月1日 - 久之浜村が町制施行をし、双葉郡久之浜町の大字となる[4]。
- 1966年10月1日 - 久之浜村が平市・磐城市・常磐市・勿来市・内郷市、石城郡遠野町・四倉町・小川町・三和村・田人村・好間村、川前村、双葉郡大久村と合併しいわき市となり、いわき市久之浜地区の大字となる[4]。

## 世帯数と人口
2023年10月31日現在の世帯数と人口は以下の通りである。
| 大字           | 世帯数 | 人口 |
| -------------- | ------ | ---- |
| 久之浜町金ケ沢 | 10世帯 | 26人 |

## 小・中学校の学区
市立小・中学校に通う場合、学区は以下の通りとなる。
| 番地 | 小学校                     | 中学校                 |
| ---- | -------------------------- | ---------------------- |
| 全域 | いわき市立久之浜第一小学校 | いわき市立久之浜中学校 |

## 交通

### 鉄道
- JR常磐線

### 道路
- 国道6号
  - 久之浜バイパス
  - 金ヶ沢第一トンネル
  - 金ケ沢第二トンネル
- 福島県道395号四倉久之浜線（旧国道6号）
  - 原見坂トンネル

## 施設
- 久之浜市民運動場
- 見渡神社